# Евтим Апочев
Евтим Котев Апочев (Апоче) е български революционер, деец на Вътрешната македоно-одринска революционна организация и Върховния македоно-одрински комитет.

## Биография
Евтим Апочев е роден през 1863 година в град Охрид, тогава в Османската империя. През 1902 година е на гурбет във Варна и през есента отива в София и се включва в четата на Никола Лефтеров. Около Петковден (октомври) по време на Горноджумайското въстание четата навлиза в Македония заедно с четата на Анастас Янков. Двете чети с общо 80 четници преминават Вардар и навлизат в планината Кожух, където в продължение на две седмици са обсадени от османски части. Четите се изплъзват и тръгват към Костурско, където се установяват в Загоричани. След това са обсадени в Бобища, където дават сражение на османците. След това Евтим Апочев става четник на Никола Русински в Охридско. След преместването на Русински четата е оглавена от поп Христо Търпев. На 13 януари 1903 година Апочев участва в сражението при Конско, в което загиват войводата и двама четници, като успява да задържи настъпващите турци и да осигури изтеглянето на другарите си. След това става четник при новия войвода на четата Никола Митрев, под чието командване участва в Илинденско-Преображенското въстание.
След потушаването на въстанието, на 14 октомври 1903 година Апочев тръгва от Вирово за България и пристига в София на 6 декември. През пролетта на 1904 година става четник на войводата на Върховния комитет Дончо Златков в Малешевско, но през есента се завръща в България.
През 1912 година е доброволец в Македоно-одринското опълчение и служи в X прилепска дружина и в нестроевата рота на IX велешка дружина. Участва в Балканската и Междусъюзническата война.
След войните продължава да живее в Охридско в крайна бедност със съпругата си. Дочаква освобождението на Вардарска Македония по време на Втората световна война. На 18 февруари 1943 година, като жител на Охрид, подава молба за българска народна пенсия, която е одобрена и пенсията е отпусната от Министерския съвет на Царство България.